# Hamburger SV (lední hokej)
Hamburger SV (celým názvem: Hamburger Sport‑Verein e. V.) je německý klub ledního hokeje, který sídlí v Hamburku. Oddíl je součástí sportovního klubu Hamburger SV. Založen byl v roce 1968. V letech 1988–1989 působil pod názvem SV Hamburg. Největším úspěchem oddílu je účast ve druhé Bundeslize (tehdejší druhé nejvyšší úrovni v Německu). Od sezóny 2016/17 působí v Eishockey-Regionallize Nord, čtvrté německé nejvyšší soutěži ledního hokeje. Klubové barvy jsou modrá, bílá a černá.
Své domácí zápasy odehrává v Eisstadion Stellingen s kapacitou 1 500 diváků.

## Historické názvy
Zdroj:
- 1968 – Hamburger SV (Hamburger Sport‑Verein e. V.)
- 1988 – SV Hamburg (Sport‑Verein Hamburg e. V.)
- 1989 – Hamburger SV (Hamburger Sport‑Verein e. V.)

## Přehled ligové účasti
Stručný přehled
Zdroj:
- 1968–1969: Eishockey-Regionalliga Nord (3. ligová úroveň v Německu)
- 1969–1970: Eishockey-Oberliga Nord (2. ligová úroveň v Německu)
- 1970–1973: Eishockey-Regionalliga Nord (3. ligová úroveň v Německu)
- 1973–1981: Eishockey-Oberliga Nord (3. ligová úroveň v Německu)
- 1981–1984: 2. Eishockey-Bundesliga (2. ligová úroveň v Německu)
- 1984–1985: Eishockey-Regionalliga Nord (4. ligová úroveň v Německu)
- 1985–1986: Eishockey-Oberliga Nord (3. ligová úroveň v Německu)
- 1986–1987: 2. Eishockey-Bundesliga (2. ligová úroveň v Německu)
- 1988–1991: Eishockey-Regionalliga Nord (4. ligová úroveň v Německu)
- 1991–1992: Eishockey-Oberliga Nord (3. ligová úroveň v Německu)
- 1992–1993: Eishockey-Verbandsliga Nordost (5. ligová úroveň v Německu)
- 1993–1994: Eishockey-Regionalliga Nord (4. ligová úroveň v Německu)
- 1994–1996: 2. Eishockey-Liga Nord (3. ligová úroveň v Německu)
- 1996–1997: Eishockey-Verbandsliga Nordost (5. ligová úroveň v Německu)
- 1998–1999: Eishockey-Regionalliga Nord (5. ligová úroveň v Německu)
- 1999–2002: Eishockey-Regionalliga Nordost (4. ligová úroveň v Německu)
- 2002–2004: Eishockey-Verbandsliga Nord (5. ligová úroveň v Německu)
- 2004–2005: Eishockey-Regionalliga Nord (4. ligová úroveň v Německu)
- 2005–2006: Eishockey-Verbandsliga Nordost (5. ligová úroveň v Německu)
- 2006–2007: Eishockey-Verbandsliga Nord (5. ligová úroveň v Německu)
- 2007–2010: Eishockey-Regionalliga Nord (4. ligová úroveň v Německu)
- 2010–2016: Eishockey-Oberliga Nord (3. ligová úroveň v Německu)
- 2016– : Eishockey-Regionalliga Nord (4. ligová úroveň v Německu)

Jednotlivé ročníky
Zdroj:
Legenda: ZČ - základní část, červené podbarvení - sestup, zelené podbarvení - postup, fialové podbarvení - reorganizace, změna skupiny či soutěže
| Německo (1968 – ) |                        |           |           |                                              |               |
| Sezóny            | Soutěž                 | Úroveň    | ZČ        | Play-off                                     | Poznámky      |
| 1968/69           | Regionalliga Nord      | 3. úroveň | ?. místo  |                                              | Postup        |
| 1969/70           | Oberliga Nord          | 2. úroveň | 5. místo  |                                              | Sestup        |
| 1970/71           | Regionalliga Nord      | 3. úroveň | 2. místo  | Baráž o Oberligu (4. místo)                  |               |
| 1971/72           | Regionalliga Nord      | 3. úroveň | 3. místo  | Baráž o Oberligu (6. místo)                  |               |
| 1972/73           | Regionalliga Nord      | 3. úroveň | 6. místo  |                                              | Reorganizace  |
| 1973/74           | Oberliga Nord          | 3. úroveň | 6. místo  |                                              |               |
| 1974/75           | Oberliga Nord          | 3. úroveň | 8. místo  |                                              |               |
| 1975/76           | Oberliga Nord          | 3. úroveň | 8. místo  |                                              |               |
| 1976/77           | Oberliga Nord          | 3. úroveň | 7. místo  | Baráž o Oberligu Nord (1. místo)             |               |
| 1977/78           | Oberliga Nord          | 3. úroveň | 6. místo  | Finálová skupina (5. místo)                  |               |
| 1978/79           | Oberliga Nord          | 3. úroveň | 4. místo  | Finálová skupina (3. místo)                  |               |
| 1979/80           | Oberliga Nord          | 3. úroveň | 3. místo  | Vítěz                                        |               |
| 1980/81           | Oberliga Nord          | 3. úroveň | 1. místo  | Baráž o 2. Bundesligu, sk. 2 (2. místo)      | Postup        |
| 1981/82           | 2. Bundesliga Nord     | 2. úroveň | 6. místo  | Baráž o 2. Bundesligu Nord (1. místo)        |               |
| 1982/83           | 2. Bundesliga Nord     | 2. úroveň | 9. místo  | Baráž o 2. Bundesligu Nord (1. místo)        |               |
| 1983/84           | 2. Bundesliga Nord     | 2. úroveň | 9. místo  | Baráž o 2. Bundesligu Nord (4. místo)        | Odstoupení    |
| 1984/85           | Regionalliga Nord      | 4. úroveň | 1. místo  | Baráž o Oberligu Nord, sk. 2 (3. místo)      | Postup        |
| 1985/86           | Oberliga Nord          | 3. úroveň | 4. místo  | Baráž o 2. Bundesligu Nord, sk. A (2. místo) | Postup        |
| 1986/87           | 2. Bundesliga Nord     | 2. úroveň | 9. místo  |                                              | Odstoupení    |
| ...               |                        |           |           |                                              |               |
| 1988/89           | Regionalliga Nord      | 4. úroveň | 7. místo  | Baráž o Regionalligu Nord, sk. 2 (2. místo)  |               |
| 1989/90           | Regionalliga Nord      | 4. úroveň | 5. místo  | Baráž o Regionalligu Nord, sk. 2 (3. místo)  |               |
| 1990/91           | Regionalliga Nord      | 4. úroveň | 2. místo  | Baráž o Oberligu Nord, sk. 1 (4. místo)      | Postup        |
| 1991/92           | Oberliga Nord          | 3. úroveň | 7. místo  |                                              | Odstoupení    |
| 1992/93           | Verbandsliga Nordost   | 5. úroveň | ?. místo  |                                              | Postup        |
| 1993/94           | Regionalliga Nord      | 4. úroveň | 13. místo |                                              | Reorganizace  |
| 1994/95           | 2. Eishockey-Liga Nord | 3. úroveň | 3. místo  | Baráž o 1. Ligu Nord (10. místo)             |               |
| 1995/96           | 2. Eishockey-Liga Nord | 3. úroveň | 6. místo  | Baráž o 1. Ligu Nord (10. místo)             | Odstoupení    |
| 1996/97           | Verbandsliga Nordost   | 5. úroveň | ?. místo  |                                              |               |
| ...               |                        |           |           |                                              |               |
| 1998/99           | Regionalliga Nord      | 5. úroveň | ?. místo  |                                              | Reorganizace  |
| 1999/00           | Regionalliga Nordost   | 4. úroveň | 7. místo  |                                              |               |
| 2000/01           | Regionalliga Nordost   | 4. úroveň | 11. místo |                                              |               |
| 2001/02           | Regionalliga Nordost   | 4. úroveň | ?. místo  |                                              | Sestup        |
| 2002/03           | Verbandsliga Nord      | 5. úroveň | ?. místo  |                                              |               |
| 2003/04           | Verbandsliga Nord      | 5. úroveň | ?. místo  |                                              | Postup        |
| 2004/05           | Regionalliga Nord      | 4. úroveň | 9. místo  |                                              | Sestup        |
| 2005/06           | Verbandsliga Nordost   | 5. úroveň | ?. místo  |                                              |               |
| 2006/07           | Verbandsliga Nord      | 5. úroveň | ?. místo  |                                              | Postup        |
| 2007/08           | Regionalliga Nord      | 4. úroveň | 6. místo  | Skupina o udržení (2. místo)                 |               |
| 2008/09           | Regionalliga Nord      | 4. úroveň | 6. místo  | Skupina o udržení (3. místo)                 |               |
| 2009/10           | Regionalliga Nord      | 4. úroveň | 10. místo |                                              | Koupě licence |
| 2010/11           | Oberliga Nord          | 3. úroveň | 9. místo  |                                              |               |
| 2011/12           | Oberliga Nord          | 3. úroveň | 7. místo  | Skupina o udržení A (3. místo)               |               |
| 2012/13           | Oberliga Nord          | 3. úroveň | 3. místo  | Finálová skupina (3. místo)                  |               |
| 2013/14           | Oberliga Nord          | 3. úroveň | 5. místo  |                                              |               |
| 2014/15           | Oberliga Nord          | 3. úroveň | 5. místo  | Čtvrtfinále, Nord                            |               |
| 2015/16           | Oberliga Nord          | 3. úroveň | 16. místo | Skupina o udržení (3. místo)                 | Sestup        |
| 2016/17           | Regionalliga Nord      | 4. úroveň | 2. místo  | Vítěz, Nord                                  |               |
| 2017/18           | Regionalliga Nord      | 4. úroveň | 2. místo  | Semifinále, Nord                             |               |
| 2018/19           | Regionalliga Nord      | 4. úroveň |           |                                              |               |